# Staré Purkartice
Staré Purkartice (německy Alt Bürgersdorf, polsky Stare Purkarcice) je vesnice, část obce Hošťálkovy v okrese Bruntál. Nachází se asi 4,5 km na západ od Hošťálkov.
Staré Purkartice je také název katastrálního území o rozloze 6,34 km2.
V době komunistického režimu byly ve Starých Purkarticích zničeny dva kostely: šlo o kostel evangelický a katolický kostel Nejsvětější Trojice.

## Vývoj počtu obyvatel
Počet obyvatel Starých Purkartic podle sčítání nebo jiných úředních záznamů:
| Rok            | 1869 | 1880 | 1890 | 1900 | 1910 | 1921 | 1930 | 1939 | 1950 | 1961 | 1970 | 1980 | 1991 | 2001 |
| -------------- | ---- | ---- | ---- | ---- | ---- | ---- | ---- | ---- | ---- | ---- | ---- | ---- | ---- | ---- |
| Počet obyvatel | 433  | 371  | 370  | 310  | 288  | 269  | 266  | 247  | 45   | 184  | 94   | 83   | 58   | 65   |

1. ↑  z toho: 0 Čechoslováků, 264 Němců; 181 řím. kat., 85 evang.

Ve Starých Purkarticích je evidováno 55 adres : 28 čísel popisných (trvalé objekty) a 27 čísel evidenčních (dočasné či rekreační objekty). Při sčítání lidu roku 2001 zde bylo napočteno 22 domů, z toho 18 trvale obydlených.

## Galerie

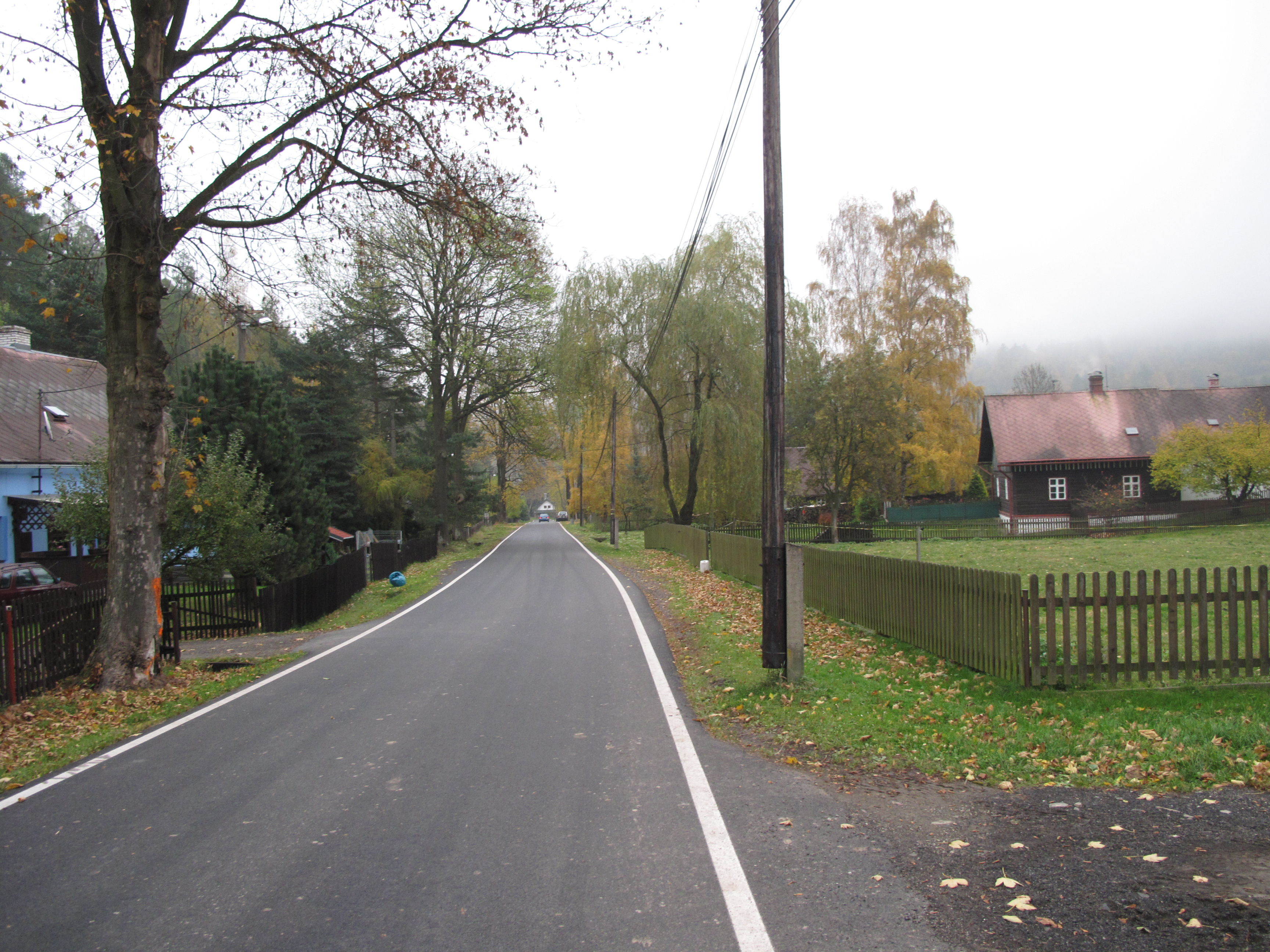
Silnice
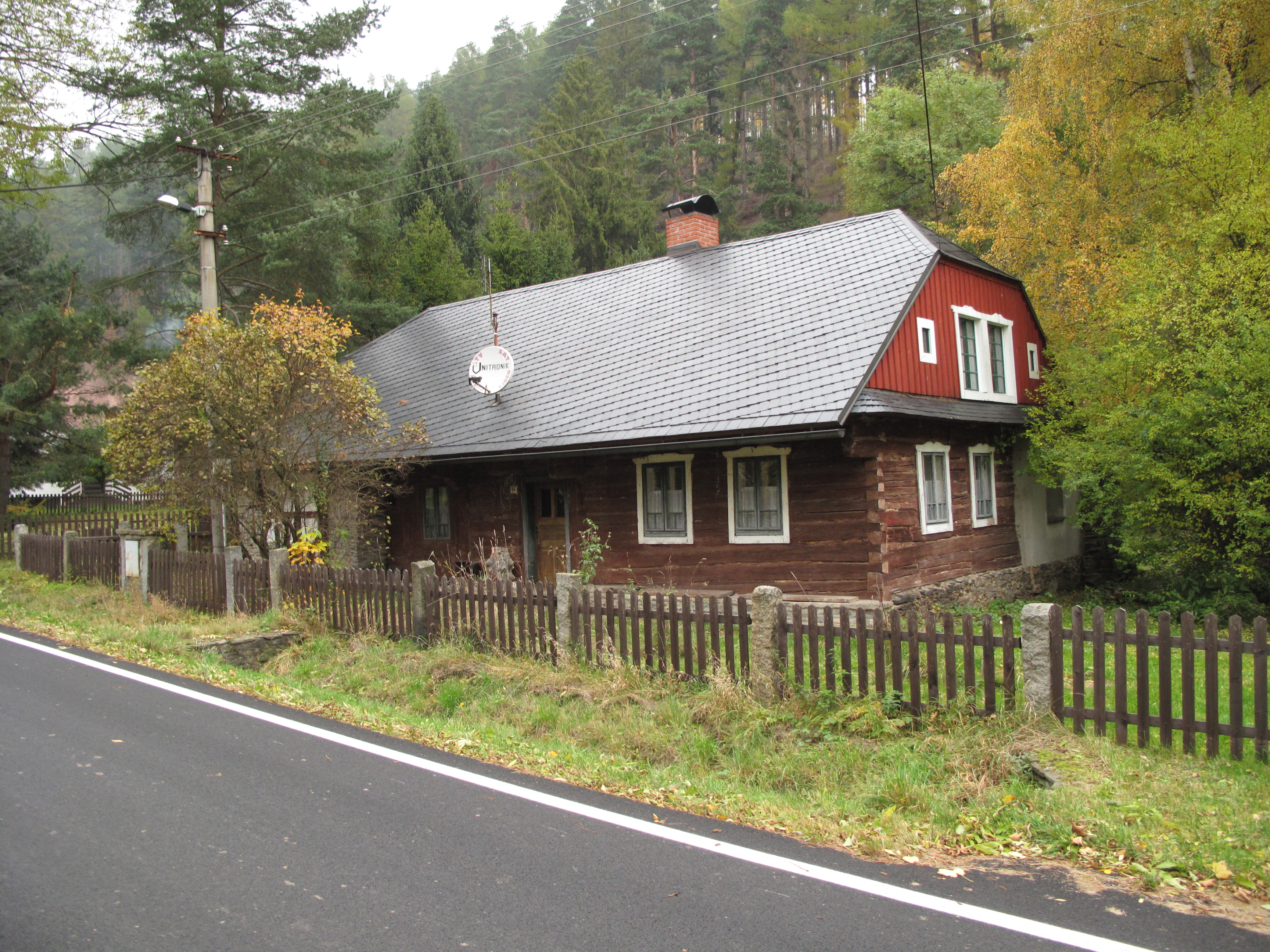
Roubenka
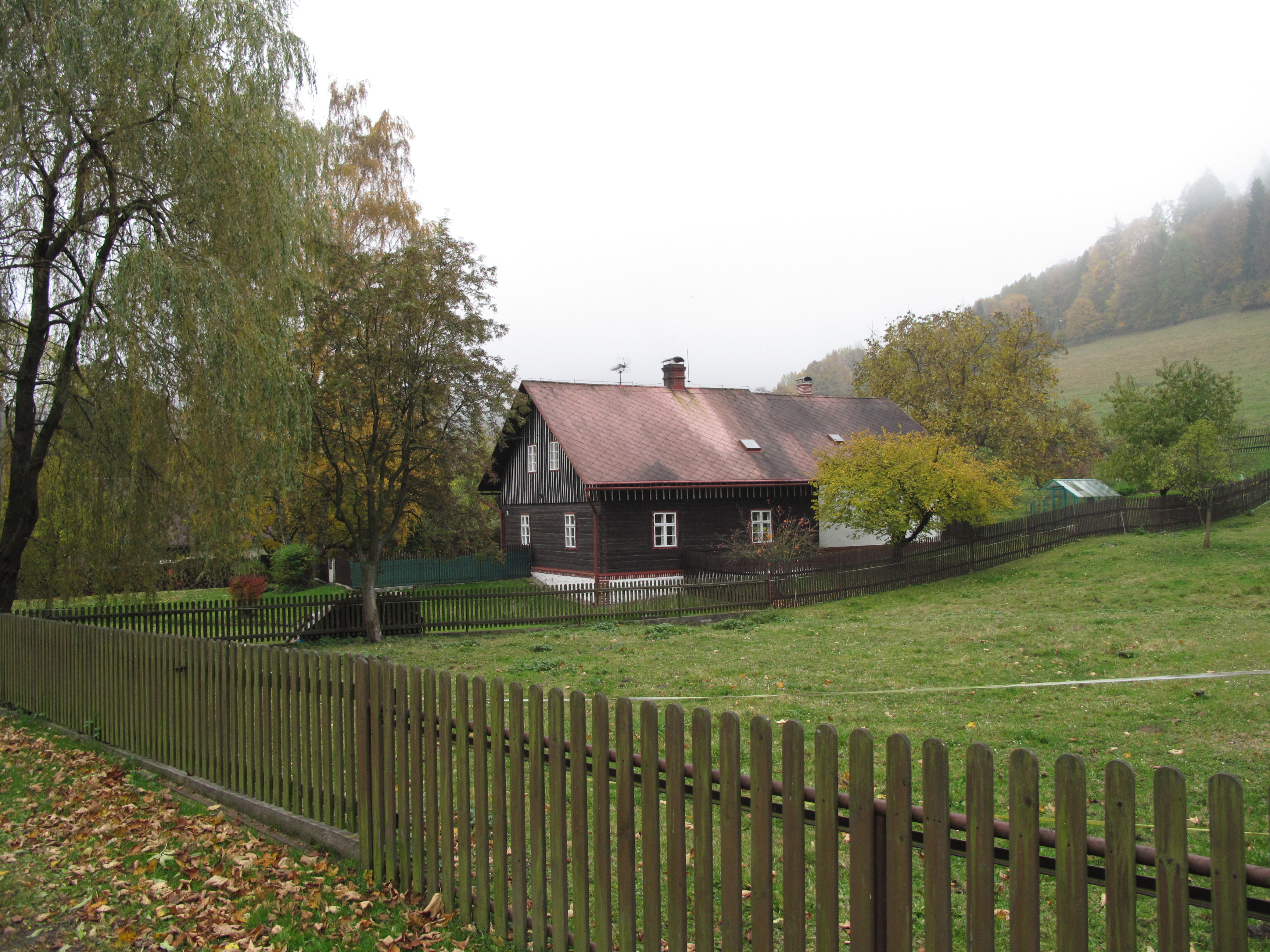
Roubenka